# رجال-إكس: أيام المستقبل الماضي
رجال-إكس: أيام المستقبل الماضي (بالإنجليزية: X-Men: Days of Future Past)‏ هو فيلم ابطال خارقين أمريكي لعام 2014 من إخراج بريان سينجر وكتابة سيمون كينبيرج من قصة كينبرغ وجين جولدمان وماثيو فون. يعتمد الفيلم على شخصيات اكس مان الخيالية التي تظهر في مارفل كوميكس، الجزء الرئيسي الخامس من سلسلة أفلام اكس مان، وهو تكملة لـ اكس مان: الوقفة الاخيرة (2006) واكس مان: الدرجة الأولى (2011)، ولـ الوولفرين (2013)، ويعد الدفعة السابعة بشكل عام. يقوم ببطولته طاقم الممثلين، بما في ذلك هيو جاكمان، وجيمس ماكافوي، ومايكل فاسبندر، وجينيفر لورانس، وهالي بيري، وآنا باكين، وإليوت بيج، وبيتر دينكلاج، وإيان ماكيلين، وباتريك ستيوارت. القصة مستوحاة من قصة عام 1981 خارق للطبيعة اكس مان «أيام من الماضي المستقبلي» لكريس كليرمونت وجون بيرن، وتركز على فترتين زمنيتين، مع عودة لوجان بالزمن إلى عام 1973 لتغيير التاريخ ومنع حدث يؤدي إلى ما لا يوصف. تدمير لكل من البشر والطفرات.
كان فون قد أخرج اكس مان: الدرجة الأولى وكان من المقرر أن يعود في أيام المستقبل الماضي قبل أن يغادر إلى رجل الملك: الخدمة السرية ونسخة 2015 من الاربعة الخارقون. وهكذا عاد سينجر، الذي أخرج أول فيلمين من أفلام اكس مان، كمخرج، وجلب معه معظم طاقم العمل من تلك الإنتاجات. بميزانية قدرها 205 مليون دولار، بدأ التصوير الفوتوغرافي الرئيسي في مونتريال، كيبيك في أبريل 2013 وانتهى في أغسطس من نفس العام، مع تصوير إضافي وعمليات التقاط في نوفمبر 2013 وفبراير 2014. تعاملت 12 شركة مع المؤثرات المرئية.
تم عرض الفيلم لأول مرة في مدينة نيويورك في 10 مايو 2014، وتم إصداره في 23 مايو بواسطة تونتيث سنتوري فوكس. تلقى الفيلم تقييمات إيجابية، ورسم إشعارات إيجابية لقصته، وتأثيراته البصرية، ومشاهده، ودرجاته، وتمثيله، واتجاهه، وعناصره الموضوعية. خلال مسيرته المسرحية، حقق الفيلم أكثر من 746 مليون دولار في جميع أنحاء العالم، مما يجعله سادس أعلى فيلم في عام 2014، بالإضافة إلى ثالث أعلى فيلم في السلسلة وراء ديدبول وديدبول 2. حصل الفيلم على جائزة الأوسكار الترشيح لأفضل مؤثرات بصرية، مما يجعله أول فيلم اكس مان يتم ترشيحه لجائزة الأوسكار. تم إصدار تكملة بعنوان اكس مان: نهاية العالم في 27 مايو 2016.

## القصة
في المستقبل البائس، تمت برمجة الحراس لتحديد ومطاردة المسوخ وأي إنسان يساعدهم. في موسكو، هاجموا مجموعة صغيرة من الناجين من اكس مان تتكون من كيتي برايد، كولوسوس، بلينك، وارباث، بيشوب، إيسمان وصن سبوت، الذين يضحون بأنفسهم لمنح كيتي لحظات لإرسال وعي بيشوب إلى الوراء بضعة أيام لتحذيرهم. الآخرين لضمان بقائهم على قيد الحياة.
تتراجع المجموعة إلى معبد صيني بعيد حيث يلتقون مع ستورم ووولفرين والبروفيسور شارلز اكزافيير وماجنيتو. يشرح اكزافيير تاريخ الحراس، الذي صممه بوليفار تراسك، وهو عالم عسكري اغتالته رايفن داركهولم في عام 1973. رداً على ذلك، استولت القوات الحكومية على رايفن وجربتها باستخدام حمضها النووي لتطوير برنامج الحراس، مما سمح لـ الحراس بالتكيف لكل قوة متحولة تقريبًا. يخطط اكزافيير للعودة في الوقت المناسب ومنع اغتيال تراسك على أمل تغيير مستقبلهم، ولكن نظرًا لأن اكزافيير لن ينجو من عقود إلى الوراء، فقد تطوع ولفيرين بدلاً من ذلك لأن قواه التجديدية تسمح له بالبقاء على قيد الحياة. استيقظ ولفيرين في جسده الأصغر في عام 1973، ويذهب إلى قصر اكس، ويتعلم من هانك ماكوي أن المدرسة مغلقة لسنوات بسبب العديد من الطلاب والموظفين الذين تم تجنيدهم في حرب فيتنام، وأن لينشر (ماجنيتو) تم القبض عليه زوراً بسبب اغتيال زميله المتحولة جون ف. كينيدي. تحول اكزافيير الشاب المكسور إلى إدمان الكحول وكثيراً ما يستخدم مصلًا متخصصًا يسمح له بالمشي ولكنه يحد من قدراته في التخاطر. على أمل لم شمله مع مستيك، يوافق اكزافيير على مساعدة الوولفرين.
تسلل الثلاثي إلى البنتاغون وأخرجوا لينشير من السجن بمساعدة بيتر ماكسيموف المعين حديثًا. يكتشف رافين أن تراسك كانت تجري تجارب على المسوخ، وانتقامًا منها، خططت لاغتياله في اتفاقيات باريس للسلام، لكن كزافييه، ومكوي، ولوغان أحبطوا محاولتها. يحاول لينشير قتل رايفن، معتقدًا أن هذا يمكن أن يمنع سيطرة الحراس. يحاربه مكوي مذعورًا، مما سمح لرافين بالهروب لكنه كشف علنًا عن الثلاثة كطفرات. يستفيد تراسك من هذا ويقنع الرئيس ريتشارد نيكسون بنجاح ببدء برنامج الحراس. يسترد لينشير خوذته من الحجز العسكري، ويستخدمها لمنع قوى اكزافير النفسية، ويسيطر سرًا على نماذج تراسك الحراس الأولية عن طريق غمرها بالمعدن. بالعودة إلى قصر اكس، تخلى اكزافيير عن المصل، واستعاد قوته الطافرة، ويتواصل مع نفسه في المستقبل، الذي يلهمه لحماية العلاقة بين المسوخ والبشر.
بعد أن استخدم اكزافيير حاسوبه سيريبرو لتتبع الطافرات للعثور على مستيك، يسافر هو ومكوي ولوجان إلى واشنطن العاصمة لوقف خطة رافين المستمرة لاغتيال تراسك. في احتفال يكشف فيه نيكسون عن فريق الحراس، يبحث الثلاثة عن الغراب المقنع. يظهر ماجنيتو، يتحكم في الحراس، ويحصن البيت الأبيض داخل الهيكل الخارجي لملعب روبرت إف كينيدي التذكاري. خلال المعركة، قام ماجنيتو بخداع لوغان بحديد التسليح وألقاه في نهر بوتوماك. نيكسون وتراسك ورافين مقنع يتراجع إلى البيت الأبيض بنكر، لكن ماجنيتو يمزق قضبان حديد التسليح من المبنى بنية قتل نيكسون.
في المستقبل، يتخذ الـ اكس مان موقفهم الأخير عندما تهاجمهم هجمة الحراس. يموت العديد من المسوخ أثناء محاولتهم شراء المزيد من الوقت، مع إصابة ماجنيتو بجروح خطيرة. في عام 1973، أظهرت رافين نفسها علانية على أنها متحولة، وأخضعت ماجنيتو، وأنقذت نيكسون وحكومته. تذهب لقتل تراسك لكن اكزافيير يقنع رايفن لتجنيبه. نظرًا لأن متحولة شوهدت علنًا وهي تنقذ الرئيس، تم إيقاف تشغيل برنامج الحراس، وتغيير التاريخ ومحو الحراس المستقبليين من الوجود.
المسوخ في الماضي يغادر بشكل منفصل؛ سُجن تراسك لاحقًا لمحاولته بيع أسرار عسكرية لمسؤولين عسكريين فيتناميين. يستيقظ ولفيرين في المدرسة ليجد رجل الثلج، كولوسوس، كيتي، هانك، ستورم، روغ، جان جراي، سايكلوبس وكزافييه على قيد الحياة. يطلب لوغان من اكزافيير الحصول على معلومات حول التاريخ الحديث من عام 1973 إلى الوقت الحاضر، وإدراكه أن ولفيرين من الجدول الزمني الأصلي قد عاد، يوافق الأستاذ. مرة أخرى في عام 1973، أنقذ رافين الشاب لوجان، الذي يتنكر في زي الرائد ويليام سترايكر.
في مشهد ما بعد الاعتمادات في مصر القديمة، شوهد حشد يهتف لعين صباح نور، الذي يرفع عن بعد لبنات البناء لبناء الأهرامات، بينما يراقبه أربعة فرسان من بعيد.

## الممثلين
- هيو جاكمان بدور لوجان / وولفرين
- جيمس مكافوي وباتريك ستيوارت بدور تشارلز إكسافير / بروفيسور إكس
- مايكل فاسبندر وإيان ماكيلين بدور إريك لينشير / ماغنيتو
- جينفير لورنس بدور ريفين داركهولم / ميستيك
- هالي بيري بدور أورورو منرو / ستورم
- آنا باكوين بدور ماري / روج
- إلين بيج بدور كيتي برايد / شادوكات
- نيكولاس هولت وكيلسي جرامر بدور هانك ماكّوي / بيست
- بيتر دنكليج بدور دكتور بوليفار تراسك
- شون أشمور بدور بوبي دريك / أيسمان
- عمر سي بدور بيشوب
- دانيال كودموري بدور بيتر راسبوتين/ كولوسيس
- إيفان بيترز بدور بيترو ماكسيموف / كويكسلفر

## الاستقبال النقدي
لاقى رجال-إكس: أيام المستقبل الماضي استحسان كبير من النقاد. 94% من المراجعات جائت إيجابية على موقع الطماطم الفاسدة بنائاً على 52 مراجعة نقدية، مع متوسط تقييم 10/7.7. على ميتاكريتيك حاصل على متوسط تقييم 100/77 بناءً على 17 مراجعة.

## روابط خارجية
- رجال-إكس: أيام المستقبل الماضي على موقع IMDb (الإنجليزية)
- رجال-إكس: أيام المستقبل الماضي على موقع ميتاكريتيك (الإنجليزية)
- رجال-إكس: أيام المستقبل الماضي على موقع الموسوعة البريطانية (الإنجليزية)
- رجال-إكس: أيام المستقبل الماضي على موقع روتن توميتوز (الإنجليزية)
- رجال-إكس: أيام المستقبل الماضي على موقع نتفليكس (الإنجليزية)
- رجال-إكس: أيام المستقبل الماضي على موقع قاعدة بيانات الأفلام العربية
- رجال-إكس: أيام المستقبل الماضي على موقع ألو سيني (الفرنسية)
- رجال-إكس: أيام المستقبل الماضي على موقع أول موفي (الإنجليزية)
- رجال-إكس: أيام المستقبل الماضي على موقع بوكس أوفيس موجو (الإنجليزية)
- رجال-إكس: أيام المستقبل الماضي على موقع فيلمافينيتي (الإسبانية)